# McLaren MCL32
De McLaren MCL32 is een Formule 1-auto die gebruikt wordt door McLaren in het seizoen 2017.

## Onthulling
De auto werd op 24 februari 2017 onthuld in een presentatie die gestreamd werd via internet. Hierna verschenen ook de eerste foto's van de nieuwe bolide. Voor het eerst sinds de M19A uit 1971 heeft de auto een oranje kleur. Daarnaast was het de eerste McLaren sinds de M30 uit 1980 zonder de combinatie "MP4" in de naam, een wijziging die werd geïntroduceerd na het vertrek van teambaas Ron Dennis. De auto wordt bestuurd door Fernando Alonso, die zijn derde achtereenvolgende seizoen met het team ingaat, en rookie Stoffel Vandoorne, die de vertrokken Jenson Button, die wel aanblijft als testrijder, vervangt.

## Resultaten
| Resultaat                     |
| ----------------------------- |
| Winnaar                       |
| Tweede plaats                 |
| Derde plaats                  |
| Gefinisht (punten)            |
| Gefinisht (geen punten)       |
| Niet geklasseerd (NC)         |
| Uitgevallen (DNF)             |
| Niet gekwalificeerd (DNQ)     |
| Gediskwalificeerd (DSQ)       |
| Niet gestart (DNS)            |
| Gewond (INJ)                  |
| Uitgesloten (EX)              |
| Teruggetrokken (WD)           |
| Niet deelgenomen (blanco cel) |
| vetgedrukt (pole position)    |
| cursief (snelste ronde)       |

| Jaar | Chassis       | Motor        | Banden | Coureurs          | 1   | 2   | 3   | 4   | 5   | 6   | 7   | 8   | 9   | 10  | 11  | 12  | 13  | 14  | 15  | 16  | 17  | 18  | 19  | 20  | Punten | WK-plaats |
| ---- | ------------- | ------------ | ------ | ----------------- | --- | --- | --- | --- | --- | --- | --- | --- | --- | --- | --- | --- | --- | --- | --- | --- | --- | --- | --- | --- | ------ | --------- |
| 2017 | McLaren MCL32 | Honda RA617H | P      |                   | AUS | CHN | BHR | RUS | SPA | MON | CAN | AZE | OOS | GBR | HON | BEL | ITA | SIN | MAL | JPN | VST | MEX | BRA | ABU | 30     | 9         |
| 2017 | McLaren MCL32 | Honda RA617H | P      | Fernando Alonso   | DNF | DNF | 14  | DNS | 12  |     | 16  | 9   | DNF | DNF | 6   | DNF | 17  | DNF | 11  | 11  | DNF | 10  | 8   | 9   | 30     | 9         |
| 2017 | McLaren MCL32 | Honda RA617H | P      | Jenson Button     |     |     |     |     |     | DNF |     |     |     |     |     |     |     |     |     |     |     |     |     |     | 30     | 9         |
| 2017 | McLaren MCL32 | Honda RA617H | P      | Stoffel Vandoorne | 13  | DNF | DNS | 14  | DNF | DNF | 14  | 12  | 12  | 11  | 10  | 14  | DNF | 7   | 7   | 14  | 12  | 12  | DNF | 12  | 30     | 9         |
| Jaar | Chassis       | Motor        | Banden | Coureurs          | 1   | 2   | 3   | 4   | 5   | 6   | 7   | 8   | 9   | 10  | 11  | 12  | 13  | 14  | 15  | 16  | 17  | 18  | 19  | 20  | Punten | WK-plaats |

Ferrari SF70H ·
Force India VJM10 ·
Haas VF-17 ·
McLaren MCL32 ·
Mercedes F1 W08 EQ Power+ ·
Red Bull RB13 ·
Renault R.S.17 ·
Sauber C36 ·
Toro Rosso STR12 ·
Williams FW40